# Kamienica Domańskich w Warszawie
Kamienica Domańskich, także kamienica Jana Sobierajskiego – zabytkowa kamienica w Warszawie, znajdująca się przy ul. Marszałkowskiej 41, na rogu z placem Zbawiciela.

## Opis
Kamienica powstała w latach 1893–1894 dla Jana Sobierajskiego, który był również głównym technikiem prowadzącym jej budowę. W 1895 przeszła na własność Felicji i Włodzimierza Domańskich. Została zaprojektowana jako trzypiętrowy budynek o dwóch dwutraktowych skrzydłach frontowych i jednotraktowej oficynie północnej. Skrzydło od strony placu Zbawiciela ma osiem, a od strony ul. Marszałkowskiej siedem osi. Na osi środkowej skrzydła od ul. Marszałkowskiej znajduje się przejazd bramny. Budynek ma drewniane stropy i niski dwuspadowy dach.
Pierwotnie kamienica posiadała bogatą eklektyczną dekorację sztukatorską inspirowaną barokiem i renesansem, w latach 1938–1939 skuto z niej wszystkie detale architektoniczne, pozostawiając jedynie zdobienia parteru. Sztukaterie zachowały się także w bramie oraz we wnętrzach. W oknach klatek schodowych od podwórza zachowały się oryginalne witraże.
Od 1924 na parterze mieściła się polska siedziba firmy Kempisty Company specjalizującej się w naprawie i handlu maszynami do szycia, pierwotnie będąca polskim przedstawicielstwem amerykańskiego producenta. Polskim oddziałem należącej do Piotra Kempistego firmy kierował jego brat, Jan. Po nim w 1928 przejął ją jego zięć, Jan Raczyński.
W latach 30. XX wieku w mieszkaniu frontowym pod nr. 1 mieszkał i prowadził praktykę dr Stefan Sterling-Okuniewski, wykładowca Uniwersytetu Warszawskiego. W kamienicy mieszkał również pediatra Zbigniew Laskowski, aresztowany w marcu 1943 i, po brutalnym śledztwie, wywieziony do Mauthausen-Gusen, gdzie ratował m.in. radzieckich jeńców wojennych jako asystent prof. Władysława Czaplińskiego w obozowym szpitalu.
W czasie okupacji w swoim mieszkaniu w kamienicy nauczycielka Jadwiga Świerczyńska ukrywała żydowską dziewczynkę przeszmuglowaną z getta warszawskiego, Wiktorię Śliwowską, późniejszą profesor historii i wieloletnią pracowniczkę Instytutu Historii Polskiej Akademii Nauk. Za ten czyn Świerczyńska została w 1990 odznaczona medalem Sprawiedliwy wśród Narodów Świata. Zakład naprawy maszyn do szycia został przejęty przez wojska okupacyjne i wykonywał elementy oprzyrządowania dla Wehrmachtu, jednocześnie jego właściciel dla Armii Krajowej wykonywał drobne prace rusznikarskie.
W czasie powstania warszawskiego w kamienicy mieścił się m.in. posterunek kompanii kpt. Antoniego Kazimierza Dembowskiego „Lodeckiego” (batalion „Ruczaj”), utrzymany do końca walk. Działał tam również punkt opatrunkowy.
W toku walk kamienica została częściowo spalona, jednak po ich zakończeniu uniknęła wysadzenia, Niemcy wykorzystywali lokale na parterze jako magazyn materiałów budowlanych do budowy bunkrów mających bronić ruin Warszawy w wypadku ofensywy radzieckiej. Po wyzwoleniu, w czerwcu 1945 Jan Raczyński uruchomił zakład naprawy maszyn w dawnym lokalu, który prowadził do powstania. W toku tzw. bitwy o handel powierzchnię zakładu zmniejszono z 450 metrów kwadratowych do 45; zagrożony nacjonalizacją, w 1950 Raczyński przekazał większość maszyn na cele edukacji młodych rzemieślników. Firma działała pod tym adresem nieprzerwanie do końca lutego 2013, następnie przeniosła się do lokalu przy ul. Wspólnej 54a.
W latach 90. XX wieku usunięto grożące zawaleniem balkony. We wrześniu 2008 kamienicę wpisano do rejestru zabytków. W 2012 nadzór budowlany zakazał jej dalszego użytkowania.
Przez wiele lat kamienica była objęta roszczeniami reprywatyzacyjnymi.
W 2022 nieruchomość została przez miasto sprzedana. W 2023 Mazowiecki Wojewódzki Konserwator Zabytków wydał decyzję nakazującą nowemu właścicielowi kamienicy przeprowadzenie prac konserwatorskich i robót budowlanych.